# Лок, Джозеф
Джозеф Лок (англ. Joseph Locke; 9 августа 1805 — 18 сентября 1860) — известный английский инженер-строитель XIX века, пионер железнодорожного строительства. Прославился своими проектами железнодорожного строительства. Наряду с Робертом Стефенсоном и Кингдомом Изамбардом Брюнелем считается одним из главных пионеров развития железных дорог.
Член Лондонского королевского общества (1838).

## Биография

### Ранние годы
Лок родился в Аттерклиффе, Шеффилд, в Йоркшире. Затем его семья переехала в соседний Барнсли.

### Карьера
К 17 годам начал работать вместе со своим отцом Уильямом. Тот был опытным горным инженером, умеющим строить шахты, туннели и даже двигатели. Отец Джозефа был управляющим на шахте Уолботтл на Тайнсайде, когда там трудился и Стефенсон. Вскоре Джозеф перешёл на работу к Стефенсону, который основал завод для производства локомотивов. Джозеф Лок, несмотря на свою молодость, быстро стал одним из ведущих инженеров.
В 1826 году Лок вместе со Стефенсоном руководил строительством железной дороги между Манчестером и Ливерпулем. Считается, что один из самых сложных участков, тот, который проходил через обширное болото, спроектировал лично Лок.
С начала 1830-х годов Лок уже самостоятельно руководил проектами по строительству новых линий. Здесь он прославился не только как талантливый инженер, способный проложить путь через любую местность, но и как способный администратор. Он умел обеспечить и слаженную работу по доставке стройматериалов, и наём работников, а также грамотно вёл финансовую сторону дела.
Лок руководил строительством важных линий:
- между	Карлайлом	и Ланкастером
- между	Манчестером	и Шеффилдом
- между	Карлайлом	и Глазго

Для Лондонской железной дороги Лок спроектировал несколько мостов, виадуков и туннелей.
В 1840-е годы Лок принимал активное участие в строительстве железных дорог на континенте. В частности в Голландии, Франции и Германии.
В 1847 году Джозеф Лок стал членом парламента.

### Смерть
Инженер умер в возрасте 55 лет в 1860 году.